# Supercopa Turca de Voleibol Feminino de 2013
A Supercopa Turca de Voleibol Feminino de 2013 foi a quinta edição desta competição organizada pela  FTV. Participaram do torneio duas equipes, os campeões da Liga A Turca e da Copa da Turquia.

## Sistema de disputa
O Campeonato foi disputado em um jogo único.

## Equipes participantes
Equipes que disputaram a Supercopa de Voleibol de 2013:
| Equipe        | Cidade   | Qualificação                                                 | Última participação                          |
| ------------- | -------- | ------------------------------------------------------------ | -------------------------------------------- |
| VakıfBank SK  | Istambul | Campeão da Liga A Turca 2012-13 e da Copa da Turquia 2012-13 | Estreante                                    |
| Eczacıbaşı SK | Istambul | Vice-campeão da Copa da Turquia 2012-13                      | Supercopa Turca de Voleibol Feminino de 2012 |

## Resultado
| 2 de outubro de 2013 17:30 Relatório | VakıfBank SK | 3 — 2                         | Eczacıbaşı SK | TVF Başkent Voleybol Salonu, Ankara Árbitro(s): TUR Aziz Yener TUR Deniz Demir Güvenç |
| 2 de outubro de 2013 17:30 Relatório | 22 25 21 15  | Set 1 Set 2 Set 3 Set 4 Set 5 | 25 21 14 25 5 | TVF Başkent Voleybol Salonu, Ankara Árbitro(s): TUR Aziz Yener TUR Deniz Demir Güvenç |

## Premiações
| Supercopa Masculina de 2013      |
| Turquia                          |
| -------------------------------- |
| VakıfBank SK Campeão (1º título) |